# 施利尔塞
施利尔塞（来源于同名的施利尔湖）是德国巴伐利亚州的一个市镇。总面积79.16平方公里，总人口6619人，其中男性3183人，女性3436人（2011年12月31日），人口密度84人/平方公里。